# Лісовський Вікентій Карлович
Віке́нтій Ка́рлович Лісо́вський — польський поміщик, депутат Державної думи Російської імперії 2-го скликання від Подільської губернії.

## З життєпису
Дворянин, землевласник Гайсинського повіту, володів 603 десятинами.
Закінчив медичний факультет Варшавського університету. Працював лікарем в Умані, за політичними поглядами був близким до Партії мирного оновлення.
У лютому 1907 року обраний до Державної думи2-го скликання. Входив до складу Польського кола. Був членом аграрної та комісії по народній освіті.

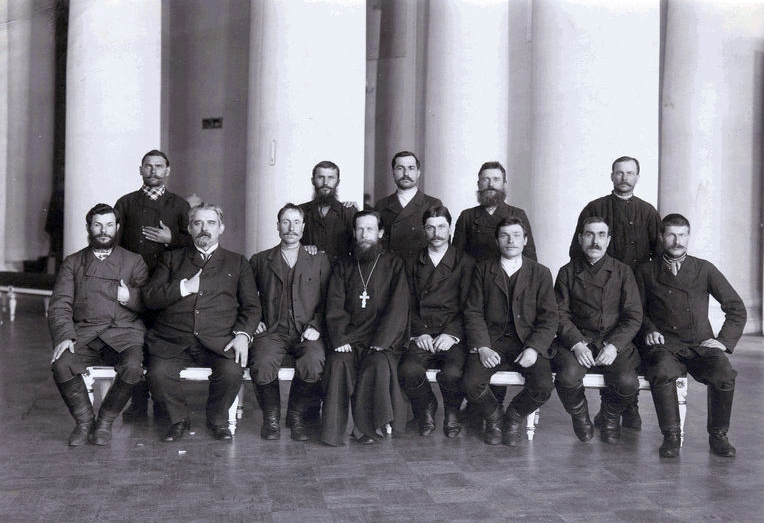
Депутати Державної думи II скликання від Подільської губернії. Стоять: Соловей А.А., Невідомий-1, Невідомий-2, Мороз П.С., Туперко С.Т.; сидять: Семенов А.І., Лісовський В. К., Дидурик А.І., Гриневич А.І., Рогожа П.М., Матвіїв С.К., Зубченко П.С., Дубоніс Ф.Ф.

Помер 1918 року в Умані.